# Passato e presente (Gianni Celeste)
Passato e presente è il ventottesimo album del cantante italiano Gianni Celeste, cantato in lingua napoletana, pubblicato nel 1999.

## Tracce
1. Te sogno
2. Quando finisce un amore
3. Ma cu tte...
4. Vall'a chiammà
5. Basta
6. Preghiera 'e 'na mamma
7. Lusingame
8. Canzuncella pe' furastiere
9. Canzona appassiunata
10. Accarezzame